# K.u.k. Dragonerregiment „Nikolaus Nikolajewitsch Großfürst von Rußland“ Nr. 12

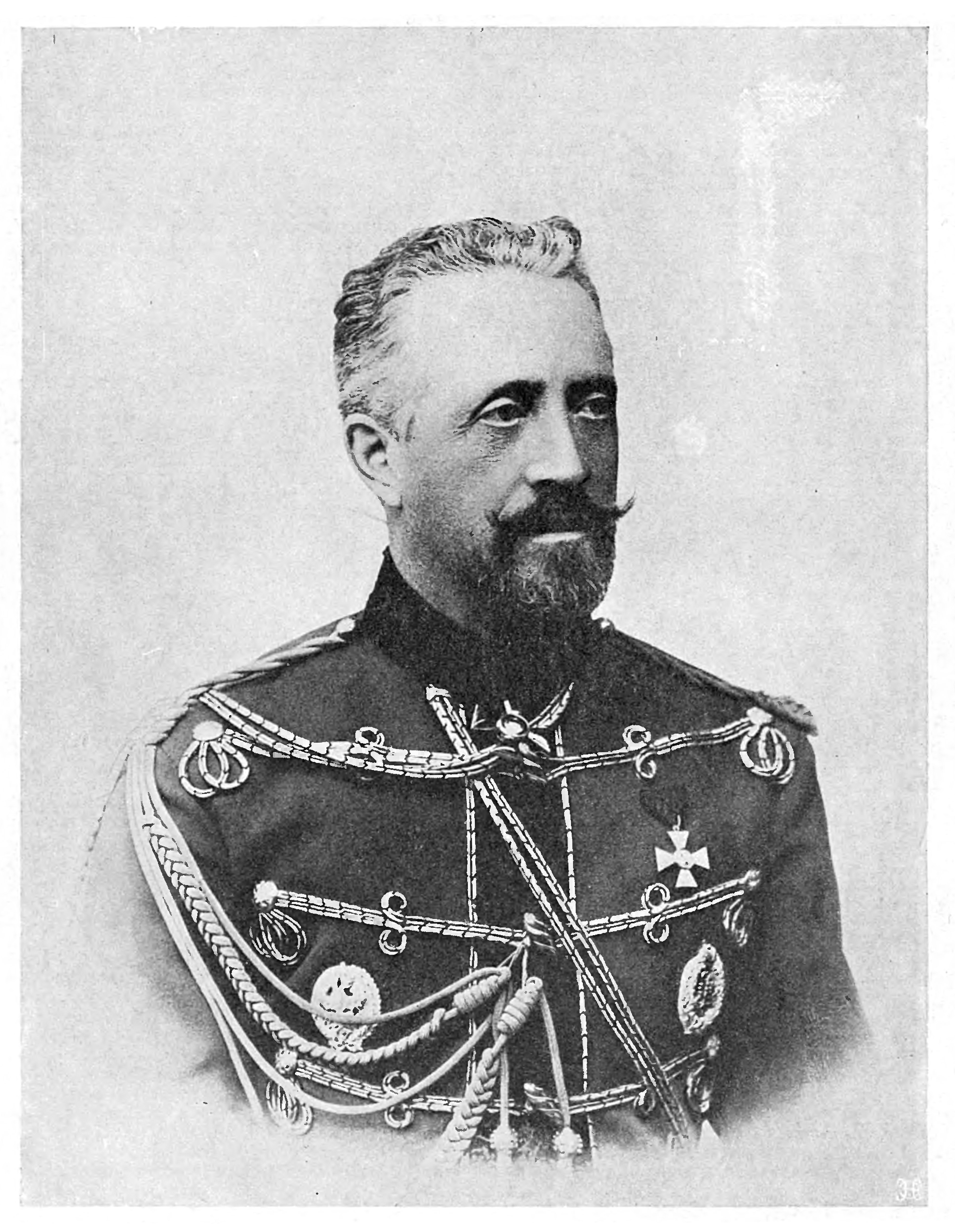
Großfürst Nikolaus Nikolajewitsch

Das Regiment wurde 1798 als Dragoner-Regiment Nr. 6  der kaiserlich-habsburgischen Armee errichtet. Aus diesem entwickelte sich im Laufe der Zeit bis hin zur Gemeinsamen Armee innerhalb der Österreichisch-Ungarischen Landstreitkräfte das k.u.k. Dragonerregiment „Nikolaus Nikolajewitsch Großfürst von Rußland“ Nr. 12.
Mit der Änderung des Systems 1798 wurden die Regimenter nicht mehr nach dem Regimentsinhaber benannt. Von diesem Zeitpunkt an galt vorrangig die nummerierte Bezeichnung, die unter Umständen mit dem Namen des Inhabers verbunden werden konnte. Das Regiment führte zunächst nur die Bezeichnung Dragonerregiment Nr. 12 die es auch im Jahre 1915 wieder erhielt, als alle Ehrennamen ersatzlos gestrichen wurden. Dies ließ sich jedoch im allgemeinen Sprachgebrauch nicht durchsetzen, einerseits weil sich niemand daran hielt, andererseits hatte die sparsame k.u.k. Militäradministratur verfügt, zuerst alle vorhandenen Stempel und Formulare aufzubrauchen. (Gem. „Verlautbarung der Quartiermeisterabteilung“ des Heeresgruppenkommando FM. Erzherzog Eugen / Q.Op. Nr. 665/15. Ausgegeben vom Feldpostamt 512)
Bis 1897 hieß die Einheit k.u.k. Dragonerregiment Nr. 12 

## Namensgleiche Verbände
Von 1798 bis 1802 wurde das spätere Dragonerregiment Nr. 10 als Dragonerregiment Nr. 12 geführt.

## Formationsgeschichte
- 1798 wurde am 1. Juni aus den Chevauxlegers Divisionen der beiden Carabinier-Regimenter „Kaiser“ und „Sachsen-Teschen“ (DR Nr. 1 und 3), ferner einer Division des aus französischen Diensten übernommenen Régiment Royal-Allemand cavalerie und der in k. k. Diensten stehenden Eskadron Fürstlich Anhalt-Zerbstischen Kavallerie in Aschbach bei Amstetten in Niederösterreich ein Kürassier-Regiment aufgestellt. Dieses führte zunächst nur die Bezeichnung „neu aufgestelltes Cürassier-Regiment“, erhielt jedoch noch im selben Jahre die Nr. 6 zugeteilt.
- 1802 wurde die Oberst Division des aufgelösten Kürassier-Regiments Czartoryski übernommen, anschließend wurde die Einheit in das Dragoner-Regiment Nr. 6 umgewandelt
- 1860 wurde das Regiment in das Kürassierregiment Nr. 12 umgewandelt
- 1867 Nach Auflösung der Kürassiertruppe erneut zum Dragoner-Regiment mit der Nummer 12 umgewandelt

## Ergänzungsbezirke
- 1798 aus Böhmen
- 1817 aus Mähren
- 1853 aus dem Ergänzungsbezirk des Infanterieregiments Nr. 54 (Olmütz)
- 1857–60 aus dem Ergänzungsbezirk des Infanterieregiments Nr. 1 und 54 (Troppau, Olmütz)
- 1860 aus dem Ergänzungsbezirk des Infanterieregiments Nr. 3 (Kremsier)
- 1880 aus dem Ergänzungsbezirk des Infanterieregiments Nr. 1 und 3
- 1883–89 aus dem Ergänzungsbezirk des Infanterieregiments Nr. 1, 3, 54 und 100
- Seit 1889 war das Regiment dem Bereich des I. Korps (Militär-Territorial-Bezirk Krakau) zugewiesen.

## Friedensgarnisonen
| I. | II. | III. |
| --- | --- | --- |
| - 1798 Aschbach - 1799 Wien - 1801 Szegedin - 1802–05 Grosswardein - 1806 Nagy Enyed - 1807 Leipnik - 1808 Krakau, Nikolsburg - 1809 Tschaslau - 1809–1812 Rohatyn - 1814–1815 Moór - 1816 Bischweiler im Elsass | - 1818 Ungarisch Brod - 1820–1821 Verona - 1822 Pécsvár - 1824 Wien - 1825 Tarnów - 1830 Myslenice, dann Strakonitz - 1832 Podiebrad - 1836 Klattau - 1843 Saaz - 1846–48 Klattau - 1849 Ujpécs - 1850 Reps | - 1851 Maria-Theresiopel - 1854 Kolomea, dann Szatmár - 1855 Ödenburg - 1857–59 Wien - 1859 Stuhlweissenburg - 1865–66 Grosswardein - 1866 Güns - 1871 Prossnitz - 1879 Brünn - 1886 Göding - 1889 Olmütz - 1892 Krakau - 1910–1914 Stab/I.DivKdo/2.Esk./3.Esk Olmütz - II.DivKdo/4.Esk./5.Esk. Bisenz - 1.Esk./6.Esk Prerau |

## Regimentsinhaber
- 1798–99 Unbesetzt
- 1799 General der Kavallerie Freiherr Michael von Melas
- 1806 Feldmarschalleutnant Graf Johann Siegmund von Riesch
- 1822 Feldmarschalleutnant Carl Graf Kinsky
- 1831 Feldmarschalleutnant Carl Ludwig Graf Ficquelmont
- 1851 Feldmarschalleutnant Johann Graf Horváth-Tholdy
- 1865 Feldmarschalleutnant Graf Erwin von Neipperg
- 1897 Nikolai Nikolajewitsch, Großfürst von Russland

### Regiments-Kommandanten
| I. | II. | III. |
| --- | --- | --- |
| - 1798 Oberst Ignaz Eggermann - 1800 Oberst Leopold Freiherr von Strachwitz - 1807 Oberst Franz Freiherr von Fröhlich - 1808 Oberst Heinrich Freiherr von Scheither - 1813 Oberst Wilhelm von Kronenberg - 1813 Oberst Heinrich Graf Hardegg - 1814 Oberst Friedrich Freiherr von Wangen - 1827 Oberst Moriz Freiherr von Boyneburg-Lengsfeld - 1833 Oberst Friedrich Freiherr von Wuesthoff - 1839 Oberst Heinrich Graf Bellegarde | - 1847 Oberst Freiherr Karl von Simbschen - 1849 Oberst Othmar Freiherr von Boyneburg-Lengsfeld - 1850 Oberst Ernst Freiherr von Juritsch - 1853 Oberst Friedrich Ahsbahs Ritter von der Lanze - 1859 Oberst Alexander Graf Pappenheim - 1866 Oberst Gustav Dunst von Adelshelm - 1872 Oberst Arthur Graf Mensdorff-Pouilly - 1879 Oberst Hermann Körber - 1879 Oberstlieutenant-Oberst Adolph von Bothmer - 1886 Oberstlieutenant-Oberst Eduard von Michalowski | - 1890 Oberst Adolph von Hagen - 1893 Oberstlieutenant-Oberst Johann Kutschka - 1898 Oberstlieutenant-Oberst Carl Graf Solms-Wildenfels - 1903 Oberst Artur Freiherr von Gelan - 1905 Oberst Maximilian Freiherr von Weber - 1909 Oberst Heinrich von Risch - 1910 vakant - 1911 Oberst Miecislaus Graf Ledóchowski - 1912 Oberst Edmund Van Goethem de St. Agathe - 1913 Oberst Nikolaus Karapancsa Edler von Kraina |

## Gefechtskalender
→Koalitionskriege
- 1799 verblieb das Regiment in Wien und rückte erst Mitte 1800 nach Italien zum bei Verona stehendem Reservekorps. Keine Kampfhandlungen.
- 1805 Als Kürassier-Regiment in Nordtirol nahmen Abteilungen an kleinen Vorpostengefechten sowie an der Verteidigung des Strub-Passes teil.
- 1809 Im I. Reservekorps der Armee in Deutschland war das Regiment zur Bedeckung des kaiserlichen Hofes eingesetzt. Die Majors- 1. Eskadron geriet während eines Streifzuges gegen Straubing in Gefangenschaft. Das Regiment kämpfte in der Schlacht bei Aspern, der Schlacht bei Wagram und im Gefecht bei Znaim.

Russischer Feldzug
- 1812 Dem Auxiliar Korps Fürst Schwarzenberg mit zwei Divisionen zugeteilt, kämpfte das Regiment bei Liuboml und führte Gefechte bei Gradniki und Pinsk. Oberlieutenant Joseph Pfister überfiel mit nur 50 Dragonern und 30 Infanteristen den Ort Lohiczin.

Befreiungskriege
- 1813 das Regiment kämpfte in der Schlacht von Dresden, im Gefecht bei Arbesau und der Völkerschlacht von Leipzig
- 1814 Sicherungs- und Patrouillendienste im Verband der Südarmee

Herrschaft der Hundert Tage
- 1815 Einmarsch nach Frankreich mit nur geringer Gefechtstätigkeit

Risorgimento
- 1821 Teilnahme am Feldzug nach Neapel. Keine Gefechtstätigkeit

Revolution von 1848/49 im Kaisertum Österreich
- 1848 Den einzelnen Infanterie-Brigaden zugeteilt, kämpfte das Regiment mit der Oberst- und Majors-Division in der Armee des Feldmarschall Windisch-Graetz bei der Belagerung und Einnahme von Wien. Während des darauffolgenden Marsches nach Ungarn führten einzelne Detachements Gefechte bei Parendorf und Altenburg
- 1849 Teilnahme an der Belagerung von Komorn. Zwei Eskadronen waren am Gefecht bei Káty beteiligt. Nach mehrfachem Wechsel der Verbandszugehörigkeit stand das Regiment während des Sommer-Feldzuges im III. Korps, kam aber nicht zum Einsatz. Nur die erneut detachierte Oberstlieutenants-Division focht bei Ihászi. Beim weiteren Vormarsch an die Theiß kämpften drei Eskadronen bei Ó-Besenyö.

Sardinischer Krieg
- 1859 Nach nur geringer Kampftätigkeit im Piemont, sowie in der Schlacht bei Magenta, kämpfte das Regiment in der Schlacht bei Solferino. Dort erlitt es erhebliche Verluste durch feindliche Artillerie.

Deutscher Krieg
- 1866 Das Regiment war mit vier Eskadronen der 3. Reserve-Kavallerie-Division der Nord-Armee zugeteilt und kämpfte in der Schlacht bei Königgrätz

Erster Weltkrieg
Im Ersten Weltkrieg sahen sich die Dragoner den unterschiedlichsten Verwendungen ausgesetzt. Sie kämpften zunächst im Regimentsverband kavalleristisch, wurden aber auch auf allen Kriegsschauplätzen infanteristisch verwendet.
Nach der Proklamation der Tschechoslowakei als eigenständiger Staat im Oktober 1918 wurden die tschechischstämmigen Soldaten von der Interimsregierung aufgerufen, die Kampfhandlungen einzustellen und nach Hause zurückzukehren. In der Regel wurde dieser Aufforderung von der tschechischen Mannschaft des Regiments Folge geleistet. (Staatsrechtlich galt das auch für die Deutsch-Böhmischen Soldaten, da sie jetzt plötzlich tschechoslowakische Staatsbürger waren. Inwieweit sie dieser Aufforderung nachgekommen sind, ist nicht mehr nachvollziehbar, dürfte jedoch eher die Ausnahme gewesen sein.) Somit war der Verband seinem bisherigen Oberkommando, dem k.u.k. Kriegsministerium entzogen und konnte von diesem nicht demobilisiert und allenfalls theoretisch aufgelöst werden. Ob, wann und wo eine solche Auflösung stattgefunden hat, ist gegenwärtig nicht bekannt.

## Adjustierung des Regiments
- Adjustierung als Kürassierregiment Nr. 6

1798: weißer Rock, hellblaue Egalisierung, weiße Hosen, gelbe Knöpfe
- 1802: Als Dragonerregiment Nr. 6

weißer Rock, lichtblaue Egalisierung, weiße Hosen, weiße Knöpfe
1805: weißer Waffenrock, lichtblaue Egalisierung und Pantalons, weiße Knöpfe
- 1860: Als Kürassier-Regiment Nr. 12

weißer Waffenrock, lichtblaue Egalisierung, weiße Knöpfe
- 1868: Als Dragoner Regiment Nr. 12

lichtblauer Waffenrock, kaisergelbe Egalisierung, krapprote Stiefelhosen, weiße Knöpfe

## Gliederung
Ein Regiment bestand in der Österreichisch-Ungarischen Kavallerie in der Regel ursprünglich aus drei bis vier (in der Ausnahme auch mehr) Division. (Mit Division wurde hier ein Verband in Bataillonsstärke bezeichnet. Die richtige Division wurde Infanterie- oder Kavallerie-Truppendivision genannt.) Jede Division hatte drei Eskadronen. Die Anzahl der Reiter in den einzelnen Teileinheiten schwankte, lag jedoch normalerweise bei etwa 160 Reitern je Eskadron.
Die einzelnen Divisionen wurden nach ihren formalen Führern benannt:
- die 1. Division war die Oberst-Division
- die 2. Division war die Oberstlieutenant (Oberstleutnant)-Division
- die 3. Division war die Majors-Division
- die 4. Division war die 2. Majors-Division
- die 5. Division (soweit vorhanden) war die 3. Majors-Division

Im Zuge der Heeresreform wurden die Kavallerie-Regimenter ab 1860 auf zwei Divisionen reduziert.
Bedingt durch die ständige Umbenennung sind die Regimentsgeschichten der österreichisch-ungarischen Kavallerie nur sehr schwer zu verfolgen. Hinzu kommt die ständige und dem Anschein nach willkürliche, zum Teil mehrfache Umklassifizierung der Verbände. (Zum Beispiel: Böhmisches Dragoner-Regiment „Fürst zu Windisch-Graetz“ Nr. 14)

## Verbandszugehörigkeit und Status im Juli 1914
- I. Korps – 7. Kavallerie Truppendivision – 20. Kavalleriebrigade
- Nationalitäten: 50 % Tschechen – 40 % Deutsche – 10 % Verschiedene
- Regimentssprachen: Tschechisch und Deutsch